# Zidane Iqbal
Zidane Aamar Iqbal (Arabisch: إقبال زيدان) (Manchester, 27 april 2003) is een Iraaks-Engels voetballer die doorgaans als (centrale) middenvelder speelt en bij FC Utrecht onder contract staat. Hij debuteerde in 2022 in het Iraaks voetbalelftal.

## Persoonlijk
Iqbal werd geboren in Manchester als zoon van een Iraakse moeder (een apotheker) en een Pakistaans-Engelse vader (een zakenman). Hij is moslim en spreekt Engels, Punjabi en Arabisch. Iqbal zag Mesut Özil, mede door het geloof dat zij delen, tijdens diens voetbalcarrière als idool en inspiratiebron. Later gaf Iqbal aan ook meer naar het spel van Frenkie de Jong en Thiago Alcántara te kijken. En als kind liet zijn vader hem vaak filmpjes van Zinédine Zidane kijken, naar wie Iqbal eveneens is vernoemd.
In zijn periode bij FC Utrecht overleed er eind augustus 2023 een 23-jarige Iraakse FC Utrecht-supporter bij een verkeersongeluk in Nieuwegein (een plaats onder de rook van Utrecht). Iqbal bracht daags na het dodelijke ongeval een bezoek met bloemen aan de plek om zijn steun te betuigen.

## Clubcarrière

### Manchester United
Iqbal begon op vierjarige leeftijd met voetballen bij Sale United, waarna hij in 2012 de overstap maakte naar de jeugdopleiding van Manchester United. Daar ondertekende hij begin april 2021 zijn eerste profcontract. Gedurende vier seizoenen kwam hij in totaal 29 keer uit voor het beloftenelftal van Manchester United, waarvoor hij tweemaal als aanvoerder op het veld stond. Daarnaast speelde hij in het seizoen 2021/22 vier keer mee in de UEFA Youth League. Daarin was hij eenmaal trefzeker en leverde hij hetzelfde aantal aan assists af.
Op 8 december 2021 maakte hij zijn officiële debuut in het eerste elftal van de club. In de groepsfase van de UEFA Champions League verving hij tegen Young Boys (1–1 gelijkspel) na 89 minuten Jesse Lingard. Vervolgens zat hij verdeeld over verschillende competities nog zo'n zeventien keer bij de wedstrijdselectie. Na zijn debuut trainde hij wel structureel mee met het eerste elftal. In juni 2023 werd bekend dat Iqbal graag wilde vertrekken om aan meer speeltijd toe te komen, waarbij Manchester United zich welwillend opstelde. Op 22 juni 2023 bedankte Iqbal de fans van de club en kondigde hij zijn vertrek aan.

### FC Utrecht
Op 26 juni 2023 tekende Iqbal een vierjarig contract bij FC Utrecht. De Utrechtse club betaalde daarbij circa een miljoen euro. Manchester United bedong een doorverkooppercentage van veertig procent en een terugkoopclausule. Fans van zijn oude club waren verbaasd over de lage transfersom en zagen potentie in een langer verblijf, eventueel met tijdelijk verhuur, in Manchester.
Eind juli 2023 raakte Iqbal tijdens een training in de voorbereiding op het nieuwe seizoen geblesseerd. Daardoor miste hij de eerste twee competitiewedstrijden van het seizoen. Vervolgens zat hij op 27 augustus 2023 voor het eerst bij de wedstrijdselectie van het eerste elftal.  Op 16 september 2023 maakte hij in de met 1–3 gewonnen uitwedstrijd tegen Heracles Almelo zijn debuut. Na 84 minuten verving hij Oscar Fraulo. De opvolgende weken gingen echter wederom gepaard met blessureleed en vanaf eind oktober 2023 sloot Iqbal weer gedeeltelijk aan bij de groepstrainingen. Op 12 november 2023 keerde hij terug in de wedstrijdselectie van het eerste elftal. Enkele dagen later maakte Iqbal tijdens een interlandperiode middels een met 3–1 gewonnen oefenwedstrijd tegen PEC Zwolle zijn rentree. Op 3 december 2023 volgde zijn tweede invalbeurt in competitieverband. Na 86 minuten trad Iqbal in de thuiswedstrijd tegen AZ (1–1 gelijkspel) binnen de lijnen. Een speelronde later deed Iqbal, een dag na wederom een korte invalbeurt, mee met Jong FC Utrecht in de met 2–1 verloren competitiewedstrijd tegen Jong Ajax. Na vier invalbeurten startte Iqbal op 20 december 2023 voor het eerst in de basis. Voor de KNVB Beker speelde FC Utrecht een met 2–1 verloren uitwedstrijd tegen Feyenoord. Aan het eind van de wedstrijd werd Iqbal benoemt tot de beste speler aan Utrechtse kant.
In de eerste helft van zijn eerste seizoen bij FC Utrecht kwam Iqbal mede door blessureleed niet frequent aan spelen toe. In de tweede helft van zijn eerste seizoen had trainer Ron Jans reeds een vast elftal weten te vormen, waarbij Iqbal veelal kansen kreeg als invaller. Eind augustus 2024 gaf Iqbal aan te hebben moeten wennen aan zijn overstap naar Nederland. Zo was hij zoekende in een nieuwe en onbekende omgeving. In het tweede seizoen bij de club kreeg Iqbal, ondanks een nieuwe blessure, echter steeds vaker de kans. Zo ook in de basis. Op 8 december 2024 scoorde Iqbal in de met 1–3 gewonnen uitwedstrijd tegen Almere City zijn eerste doelpunt voor FC Utrecht.
Op 6 april 2025 liep Iqbal in de uitwedstrijd tegen Go Ahead Eagles (2–2 gelijkspel) een knieblessure op. Een operatie was noodzakelijk en herstel van meerdere maanden volgde.

## Clubstatistieken

### Beloften
| Seizoen                     | Club            | Competitie     | Competitie | Competitie | Overig | Overig | Totaal | Totaal |
| Seizoen                     | Club            | Competitie     | Wed.       | Dlp.       | Wed.   | Dlp.   | Wed.   | Dlp.   |
| --------------------------- | --------------- | -------------- | ---------- | ---------- | ------ | ------ | ------ | ------ |
| 2023/24                     | Jong FC Utrecht | Eerste divisie | 1          | 0          | 0      | 0      | 1      | 0      |
| Carrièretotaal              | Carrièretotaal  | Carrièretotaal | 1          | 0          | 0      | 0      | 1      | 0      |
| Bijgewerkt op 11 april 2025 |                 |                |            |            |        |        |        |        |

### Senioren
| Seizoen                     | Club              | Competitie      | Competitie | Competitie | Beker | Beker | Europees | Europees | Overig | Overig | Totaal | Totaal |
| Seizoen                     | Club              | Competitie      | Wed.       | Dlp.       | Wed.  | Dlp.  | Wed.     | Dlp.     | Wed.   | Dlp.   | Wed.   | Dlp.   |
| --------------------------- | ----------------- | --------------- | ---------- | ---------- | ----- | ----- | -------- | -------- | ------ | ------ | ------ | ------ |
| 2021/22                     | Manchester United | Premier League  | 0          | 0          | 0     | 0     | 1        | 0        | 0      | 0      | 1      | 0      |
| 2022/23                     | Manchester United | Premier League  | 0          | 0          | 0     | 0     | 0        | 0        | 0      | 0      | 0      | 0      |
| 2023/24                     | FC Utrecht        | Eredivisie      | 17         | 0          | 1     | 0     | –        | –        | 1      | 0      | 19     | 0      |
| 2024/25                     | FC Utrecht        | Eredivisie      | 18         | 1          | 3     | 0     | –        | –        | 0      | 0      | 21     | 1      |
| Carrière totaal             | Carrière totaal   | Carrière totaal | 35         | 1          | 4     | 0     | 1        | 0        | 1      | 0      | 41     | 1      |
| Bijgewerkt op 11 april 2025 |                   |                 |            |            |       |       |          |          |        |        |        |        |

## Interlandcarrière

### Jeugdelftallen
Iqbal kreeg in mei 2021 een Iraaks paspoort. Een maand later werd hij opgeroepen om met Irak onder 20 deel te nemen aan de Arab Cup onder 20. Manchester United gaf hem echter geen toestemming om af te reizen naar Egypte wegens de coronapandemie. In oktober 2021 nam hij met Irak onder 23 wel deel aan het West-Aziatisch kampioenschap voetbal onder 23 in Saoedi-Arabië.

### Iraaks voetbalelftal
In januari 2022 werd Iqbal door toenmalig bondscoach Željko Petrović (in 2018 en 2019 eveneens assistent-trainer bij FC Utrecht) voor het eerst geselecteerd voor het Iraaks voetbalelftal. In de kwalificatiewedstijd voor het WK 2022 tegen Iran (1–0 verlies) debuteerde hij na 82 minuten en kwam hij in het veld voor Hasan Raed. Na zijn wedstrijd tegen Rusland op 26 maart 2023 waren fans lovend over zijn spel en prestaties bij het nationale elftal. In september 2023 speelde Iqbal met Irak mee voor de King's Cup 2023. In de wedstrijd tegen India liep hij tegen een rode kaart aan, waardoor hij de gewonnen finale aan zich voorbij moest laten gaan met een schorsing. Begin 2024 maakte hij deel uit van de selectie voor de Azië Cup 2023 in Qatar. In de achtste finales werd Irak door Jordanië uitgeschakeld.
Begin juli 2024 kreeg Iqbal van FC Utrecht geen toestemming om met het Olympisch elftal deel te nemen aan de Olympische Zomerspelen in Parijs.
| Interlands van Zidane Iqbal      | Interlands van Zidane Iqbal      | Interlands van Zidane Iqbal      | Interlands van Zidane Iqbal      | Interlands van Zidane Iqbal      | Interlands van Zidane Iqbal      |
| No.                              | Datum                            | Wedstrijd                        | Uitslag                          | Soort Wedstrijd                  | Doelpunten                       |
| Als speler bij Manchester United | Als speler bij Manchester United | Als speler bij Manchester United | Als speler bij Manchester United | Als speler bij Manchester United | Als speler bij Manchester United |
| -------------------------------- | -------------------------------- | -------------------------------- | -------------------------------- | -------------------------------- | -------------------------------- |
| 1.                               | 27 januari 2022                  | Iran – Irak                      | 1 – 0                            | Kwalificatie WK 2022             |                                  |
| 2.                               | 1 februari 2022                  | Libanon – Irak                   | 1 – 1                            | Kwalificatie WK 2022             |                                  |
| 3.                               | 26 maart 2023                    | Rusland – Irak                   | 2 – 0                            | Vriendschappelijk                |                                  |
| Als speler bij FC Utrecht        |                                  |                                  |                                  |                                  |                                  |
| 4.                               | 7 september 2023                 | Irak – India                     | 2 – 2 (5–4 n.s.)                 | King's Cup 2023 (halve finales)  |                                  |
| 5.                               | 6 januari 2024                   | Irak – Zuid-Korea                | 0 – 1                            | Vriendschappelijk                |                                  |
| 6.                               | 15 januari 2024                  | Indonesië – Irak                 | 1 – 3                            | Azië Cup 2023 (groepsfase)       |                                  |
| 7.                               | 24 januari 2024                  | Irak – Vietnam                   | 3 – 2                            | Azië Cup 2023 (groepsfase)       |                                  |
| 8.                               | 29 januari 2024                  | Irak – Jordanië                  | 2 – 3                            | Azië Cup 2023 (achtste finales)  |                                  |
| 9.                               | 21 maart 2024                    | Irak – Filipijnen                | 1 – 0                            | Kwalificatie WK 2026             |                                  |
| 10.                              | 26 maart 2024                    | Filipijnen – Irak                | 0 – 5                            | Kwalificatie WK 2026             | 62'                              |
| 11.                              | 6 juni 2024                      | Indonesië – Irak                 | 0 – 2                            | Kwalificatie WK 2026             |                                  |
| 12.                              | 11 juni 2024                     | Irak – Vietnam                   | 3 – 1                            | Kwalificatie WK 2026             |                                  |
| 13.                              | 10 september 2024                | Koeweit – Irak                   | 0 – 0                            | Kwalificatie WK 2026             |                                  |
| 14.                              | 14 november 2024                 | Irak – Jordanië                  | 0 – 0                            | Kwalificatie WK 2026             |                                  |
| 15.                              | 19 november 2024                 | Oman – Irak                      | 0 – 1                            | Kwalificatie WK 2026             |                                  |
| 16.                              | 25 december 2024                 | Bahrein – Irak                   | 2 – 0                            | Golf Cup of Nations 2025         |                                  |
| 17.                              | 28 december 2024                 | Irak – Saoedi-Arabië             | 1 – 3                            | Golf Cup of Nations 2025         |                                  |
| 18.                              | 20 maart 2025                    | Irak – Koeweit                   | 2 – 2                            | Kwalificatie WK 2026             |                                  |

## Erelijst
| Competitie        | Aantal            | Jaren             |
| Manchester United | Manchester United | Manchester United |
| ----------------- | ----------------- | ----------------- |
| EFL Cup           | 1                 | 2022/23           |
| Irak              |                   |                   |
| King's Cup        | 1                 | 2023              |